# Pamirosa archalturica
Espèce
Pamirosa archalturica est une espèce d'araignées aranéomorphes de la famille des Lycosidae.

## Distribution
Cette espèce est endémique de l'oblast d'Och au Kirghizistan,. Elle se rencontre dans les monts Alaï vers Erkeshtam.

## Description
Le mâle holotype mesure 7,0 mm.

## Systématique et taxinomie
Cette espèce a été décrite par Fomichev et Omelko en 2025.

## Étymologie
Son nom d'espèce lui a été donné en référence au lieu de sa découverte, le mont Archaltur.

## Publication originale
- Fomichev & Omelko, 2025 : « Three new species of Pamirosa Fomichev, Omelko & Marusik, 2024 (Araneae: Lycosidae) from Kyrgyzstan, extending the known range of Artoriinae in Central Asia. » Zootaxa, no 5618(2), p. 249-266.